# Culegătoarele de spice
Culegătoarele de spice este o pictură în ulei pe pânză realizată de Jean-François Millet în 1857.
Înfățișează trei țărănci care strâng de pe un câmp tulpini de grâu rătăcite după seceriș. Tabloul este renumit pentru că a prezentat într-un mod compătimitor ceea ce pe atunci era pătura de jos a societății rurale; acest tablou nu a fost bine primit de clasele superioare franceze.

## Istorie
Culegătoarele lui Millet a fost precedat de o pictură verticală a imaginii în 1854 și o gravură în 1855. Millet a expus Culegătoarele la Salonul de la Paris în 1857. Acesta a atras imediat critici negative din partea claselor de mijloc și superioare, care au văzut subiectul cu suspiciune: un critic de artă, vorbind pentru alți parizieni, a perceput în el o intimidare alarmantă a „eșafoadelor din 1793.” După ce au ieșit recent din Revoluția Franceză de la 1848, aceste clase prospere au văzut în această pictura glorificarea muncitorilor din clasele inferioare. Pentru ei, a fost o reamintire că societatea franceză a fost construită pe baza muncii maselor muncitoare, iar proprietarii de terenuri au legat această clasă muncitoare cu mișcarea tot mai mare a socialismului. Prezentarea clasei muncitoare din Culegătoarele a dus la neliniști în rândul claselor superioare în legătură cu statutul lor. Masele de muncitori îi depășise cu mult pe membrii clasei superioare. Această diferență putea să însemne că, dacă clasa inferioară urma să se revolte, clasa superioară ar fi răsturnată. Cu Revoluția Franceză încă proaspătă în mințile claselor superioare, această pictură nu a fost percepută bine.
De asemenea, Culegătoarele lui Millet The Gleaners nu a fost perceput bine datorită dimensiunilor mari, 84 pe 112 centimetri. Acestea erau mărimi mari pentru un tablou care ilustra forța de muncă. În mod normal, această dimensiune a pânzei era rezervată picturilor religioase sau mitologice. Opera lui Millet nu înfățișa nimic în legătură cu religia și nici nu făcea referire la vreo credință mitologică. Tabloul ilustra o viziune realistă asupra sărăciei și a clasei muncitoare. Un critic a comentat că „„cele trei culegătoare ale sale au niște pretenții gigantice, ele reprezintă cele Trei Moirae ale sărăciei ... urâțenia și grosolănia lor monotone”. În timp ce actul culegerii spicelor nu era un subiect nou - reprezentările lui Rut au existat în artă - această nouă lucrare era o declarație despre sărăcia rurală și nu despre evlavia biblică: nu există nici o legătură al sensului biblic despre comunitate și compasiune în întruchipările contrastante între sărăcia din prim plan și a recoltele bogate din depărtare. Ironia implicită era neliniștitoare. După Salon, Millet, având bani puțini, și-a vândut tabloul pentru 3.000 de franci - sub prețul cerut de 4.000 - după ce s-a tocmit cu un englez pe nume Binder, care era de neclintit în oferta sa; Millet a încercat să păstreze secretul prețului mizerabil. În timp ce Culegătoarele a obținut puțină notorietate în timpul vieții, după moartea sa în 1875, aprecierea publică a activității sale s-a lărgit constant. În 1889, tabloul, deținut atunci de bancherul Ferdinand Bischoffsheim, a fost vândut pentru 300.000 de franci la licitație. Cumpărătorul a rămas anonim, dar zvonurile erau că pictura a fost râvnită de un cumpărător american. O săptămână mai târziu s-a anunțat că producătorul de șampanie Jeanne-Alexandrine Louise Pommery a achiziționat pictura, care a redus bârfele cu privire la presupusele ei probleme financiare după ce și-a lăsat strugurii neculeși câteva săptămâni mai mult decât concurenții.
La moartea doamnei Pommery în 1891 și ca urmare a dorinței sale, pictura a fost donată muzeului Luvru. Acum se află la muzeul d'Orsay din Paris.